# Tourbillon
Trong nghệ thuật làm đồng hồ, tourbillon (/tʊərˈbɪljən/; tiếng Pháp: [tuʁbijɔ̃] "cơn lốc ") là bộ phận bổ sung cho bộ máy nhằm làm giảm sự tác động của trọng lực lên các chi tiết của đồng hồ. Tourbillon lần đầu tiên được phát minh vào năm 1798 bởi người thợ chế tác đồng hồ bậc thầy Abraham-Louis Breguet (1747 - 1823). Trong một tourbillon, bánh xe thoát hiểm và bánh xe cân bằng được gắn trong một lồng quay, nhằm hạn chế các tác động của trọng lực lên các chi tiết của đồng hồ. Bằng cách liên tục xoay toàn bộ cụm bánh xe cân bằng / thoát hiểm ở tốc độ chậm (thường là khoảng một vòng quay mỗi phút).
Ban đầu là một nỗ lực để cải thiện độ chính xác, nhưng ngày nay việc mang một tourbillons lên một chiếc đồng hồ phổ thông đã trở nên không thực sự cần thiết, vì bề dày lịch sử phát triển đã khiến cho các đồng hồ ngày nay chạy chính xác hơn rất nhiều. Tuy nhiên, trên thực tế tourbillons vẫn được đưa vào một số đồng hồ hiện đại đắt tiền (thường có giá từ $40.000) như một sự mới lạ thể hiện sự đẳng cấp cho một chiếc đồng hồ. Tourbillon thường được trưng bày trên mặt đồng hồ như một chi tiết nghệ thuật bắt mắt.

## Nguyên lý hoạt động của một tourbillon

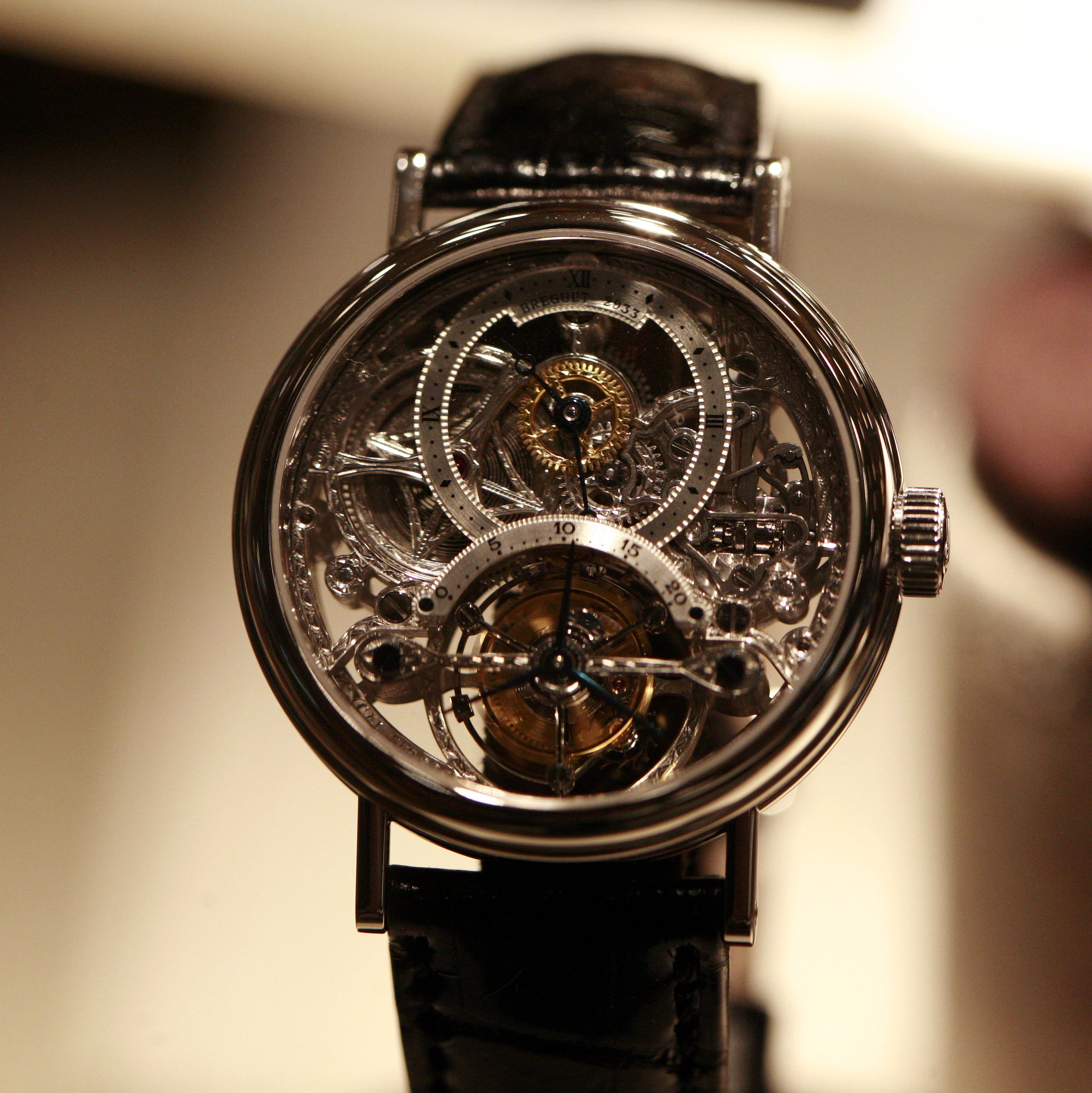
Một chiếc đồng hồ đeo tay Breguet 2933 với tourbillon

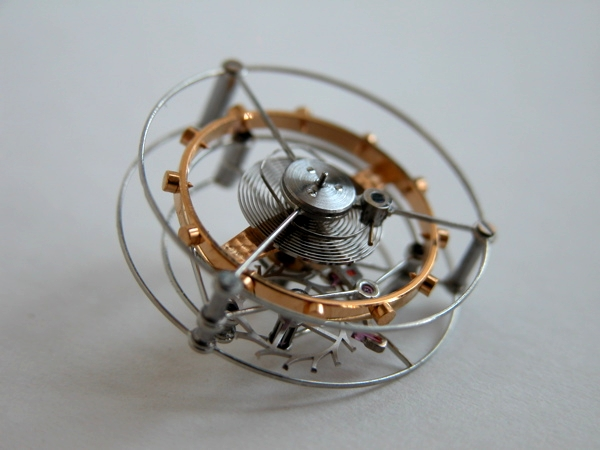
Một tourbillon lắp ráp, hiển thị rõ ràng bánh xe cân bằng, ngã ba pallet và bánh xe thoát hiểm.

Trọng lực ảnh hưởng trực tiếp đến các bộ phận mỏng manh nhất khi bộ máy hoạt động, cụ thể là nĩa pallet, bánh xe cân bằng và dây tóc. Quan trọng nhất là dây tóc, có chức năng điều chỉnh thời gian khi máy hoạt động và do đó là phần nhạy cảm nhất với các hiệu ứng bên ngoài, chẳng hạn như từ tính, chấn động, nhiệt độ, cũng như các hiệu ứng bên trong như vị trí ghim (collet bên trong), đường cong đầu cuối và các điểm nặng trên bánh xe cân bằng.
Nhiều phát minh đã được phát triển để chống lại những vấn đề này. Các vấn đề về nhiệt độ và từ tính đã được loại bỏ bằng vật liệu mới. Các cú sốc ngày nay có tác dụng ít hơn nhiều so với thời của Breguet nhờ các vật liệu mạnh hơn và đàn hồi hơn. Bộ tạo dao động vẫn bị xáo trộn tại thời điểm bị sốc, nhưng sợi tóc không dễ bị biến dạng do chấn động như trước và tự ổn định lại nhanh chóng sau sự kiện như vậy. 
Trọng lực sẽ tác động lên các bộ phận chuyển động phụ của tourbillon. Một phần trọng lực sẽ bị loại bỏ, cụ thể là những điểm nặng trên bánh xe cân bằng. Điều này giúp các bộ phận chính của tourbilon hoạt động ổn định (bộ phận truyền lực đầu-cuối). Cả hai điều này bổ sung rất nhiều biến thể cho quy định của đồng hồ: lắp ráp, điều chỉnh quy định của thợ đồng hồ, định vị trong đồng hồ và thay đổi vị trí sau này của chủ sở hữu. Khi bánh xe cân bằng đi từ vị trí này sang vị trí khác trong quá trình xoay qua lại, cuộn dây của sợi tóc kéo dài và co lại rất nhiều, dẫn đến những vấn đề cực kỳ khó chống lại. Một số người đã thử sử dụng dây tóc có dạng hình trụ hoặc thậm chí hình cầu thay vì hình phẳng như ngày nay. Một số biến thể của lớp phủ ngoài của Breguet đã được phát triển để chống lại tác động của đường cong cuối. Đối với điểm ghim, Grossmann, Berthoud, Breguet, Caspari và Leroy  đã thử nhiều khả năng khác nhau, nhưng không có nhiều cải thiện.
Trở ngại lớn nhất trong việc điều chỉnh một chiếc đồng hồ là sự tác động liên tục từ người sử dụng ở mọi định hướng không gian của nó. Tourbillon đã giúp điều chỉnh dễ dàng hơn nhiều so với các công cụ đo thời gian chính xác, mang lại kết quả tức thời, trong khi đó ở Breguet, tất cả những gì các nhà chế tác đồng hồ có là một chiếc đồng hồ khác để điều chỉnh. Vì vậy, kết quả không chính xác lắm và có thể mất vài tuần để có được chúng. Ảnh hưởng của trọng lực lên bộ máy có thể có tác động khá đáng kể khi thay đổi vị trí của đồng hồ. Ngay cả khi một chiếc đồng hồ bỏ túi được giữ hầu hết thời gian trong túi ngực, vị trí chính xác vẫn có thể thay đổi trên 45°. Các nhà chế tác đồng hồ có thể điều chỉnh một chiếc đồng hồ ở tối đa tám vị trí: quay số, gục xuống, quay số xuống, vương miện bên trái, vương miện bên phải, vương miện bên phải, nửa vị trí vương miện lên và nửa vương miện vị trí xuống. Một tourbillon khá gọn gàng làm giảm vấn đề này; nó chỉ cần được điều chỉnh cho ba vị trí: hai vị trí nằm ngang, quay số lên & xuống và một vị trí thẳng đứng. 

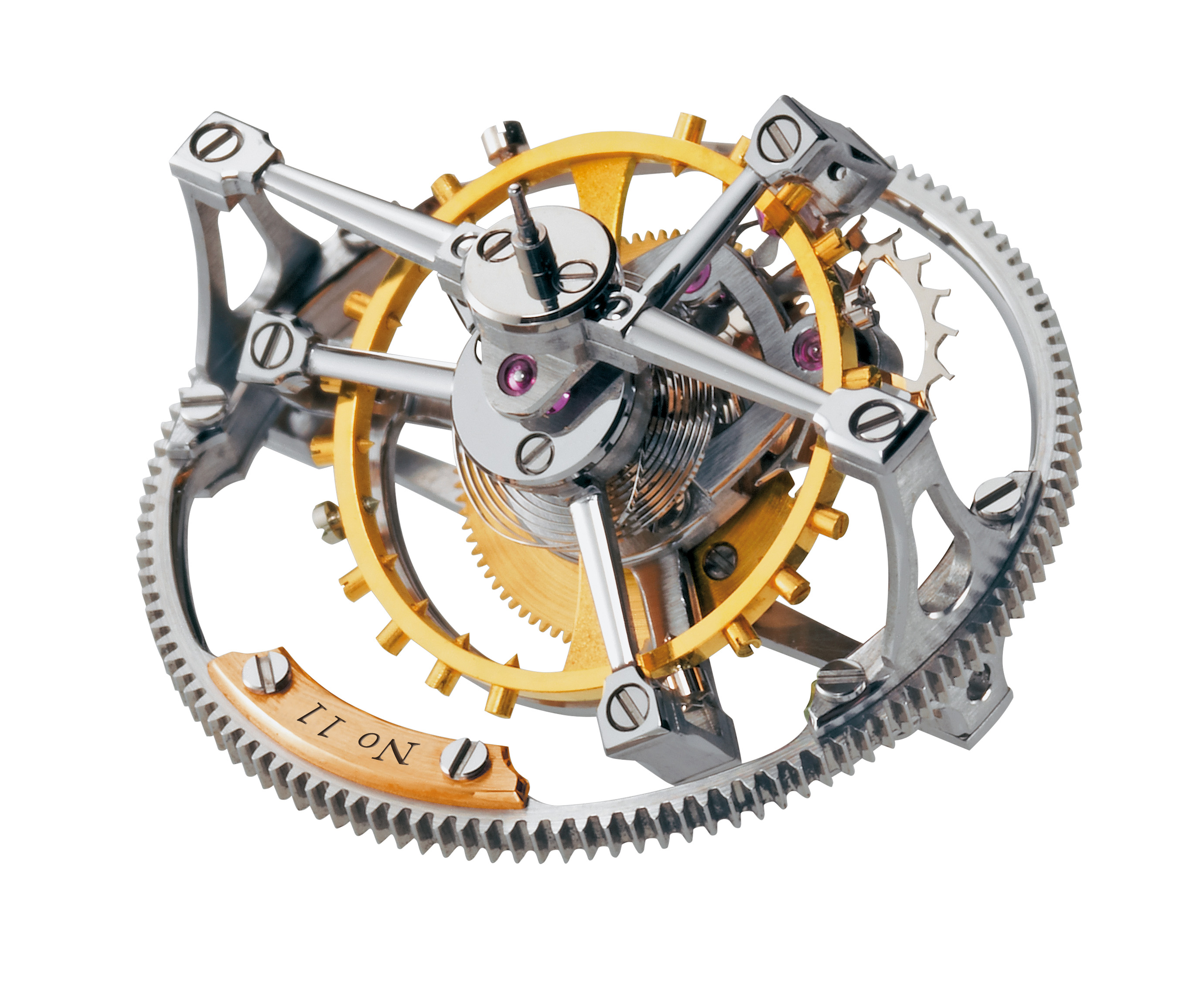
Cơ chế Greubel Forsey Double Tourbillon 30 °.

Ngay cả với các vật liệu mới và lý thuyết được cải tiến, không thể điều chỉnh một chiếc đồng hồ cơ để nó giữ đồng thời ở tất cả các vị trí. Một tourbillon cung cấp cho các nhà chế tạo đồng hồ khả năng có độ chính xác cao hơn các chuyển động thông thường, mặc dù sẵn sàng cân bằng tốt và đảm bảo rằng lò xo cân bằng mở rộng và đồng bộ có thể đạt được kết quả gần như tương tự. Một tourbillon thường làm cho tính ổn định và chính xác của một bộ máy cải thiện phần nào. Điều này giúp cải thiện thời gian ở bốn vị trí thẳng đứng bởi vì ngay cả khi đồng hồ đứng yên ở vị trí thẳng đứng ngẫu nhiên, tourbillon tạo ra sự thoát ra xoay quanh trục của chính nó, loại bỏ tác động của trọng lực bằng cách xoay cân bằng qua tất cả các vị trí thẳng đứng có thể trong quá trình quay của nó. Một tourbillon bình thường không có tác dụng ở các vị trí nằm ngang, vì cân bằng ngang không bị ảnh hưởng bởi trọng lực khi nó quay.
Tourbillon không ảnh hưởng đến sự thay đổi tốc độ đi kèm với thay đổi thái độ từ quay số ngang (quay số lên hoặc xuống) để quay số dọc (mặt dây chuyền lên, xuống, trái hoặc phải). Sự thay đổi tốc độ giữa chiều ngang và chiều dọc lớn hơn nhiều so với thay đổi tốc độ giữa các vị trí dọc khác nhau. Breguet đã thiết kế tourbillon cho đồng hồ bỏ túi được giữ ở vị trí thẳng đứng trong túi áo ghi lê và có thể được duy trì ở vị trí thẳng đứng này qua đêm bằng cách treo trên giá đỡ phù hợp. Trong trường hợp này, tourbillon cho thấy hiệu quả đáng kể. Tuy nhiên, trạng thái của đồng hồ đeo tay thay đổi thường xuyên từ dọc sang ngang tùy thuộc vào chuyển động tay của người đeo. Hiệu ứng của tourbillon nhỏ so với thay đổi tốc độ do thay đổi từ dọc sang ngang và ngược lại. Tourbillons nghiêng như những người được tạo ra bởi Greubel Forsey là một cải tiến trong vấn đề này.
Đồng hồ cơ ngày nay, được lựa chọn nhiều bởi những tín đồ của sự khéo léo và thẩm mỹ theo thời gian. Hầu hết các tourbillons sử dụng cơ chế đòn bẩy tiêu chuẩn của Thụy Sĩ, nhưng một số khác sử dụng cơ chế cố định.
Tourbillon được coi là một trong những thách thức khó nhằn nhất khi chế tác  (mặc dù về mặt kỹ thuật không phải là một sự phức tạp) và được đánh giá cao về các nguyên tắc thiết kế và kỹ thuật của nó. Cơ chế tourbillon sản xuất đầu tiên được Breguet sản xuất cho Napoleon một trong những chiếc đồng hồ xe ngựa của ông. (Đồng hồ du lịch thời đó có trọng lượng đáng kể, thường nặng gần 200 pounds.)

## Các loại tourbillon

### Tourbillon trục đơn
Tourbillon trục đơn là phiên bản đầu tiên do Abraham-Louis Breguet phát minh, được Breguet cấp bằng sáng chế vào năm 1801. Tourbillon trục đơn làm giảm sự tác động của trọng lực lên các chi tiết của đồng hồ. Nó bao gồm một lồng xoay bên ngoài và bộ thoát cùng bánh xe cân bằng ở bên trong.

### Tourbillon trục đôi

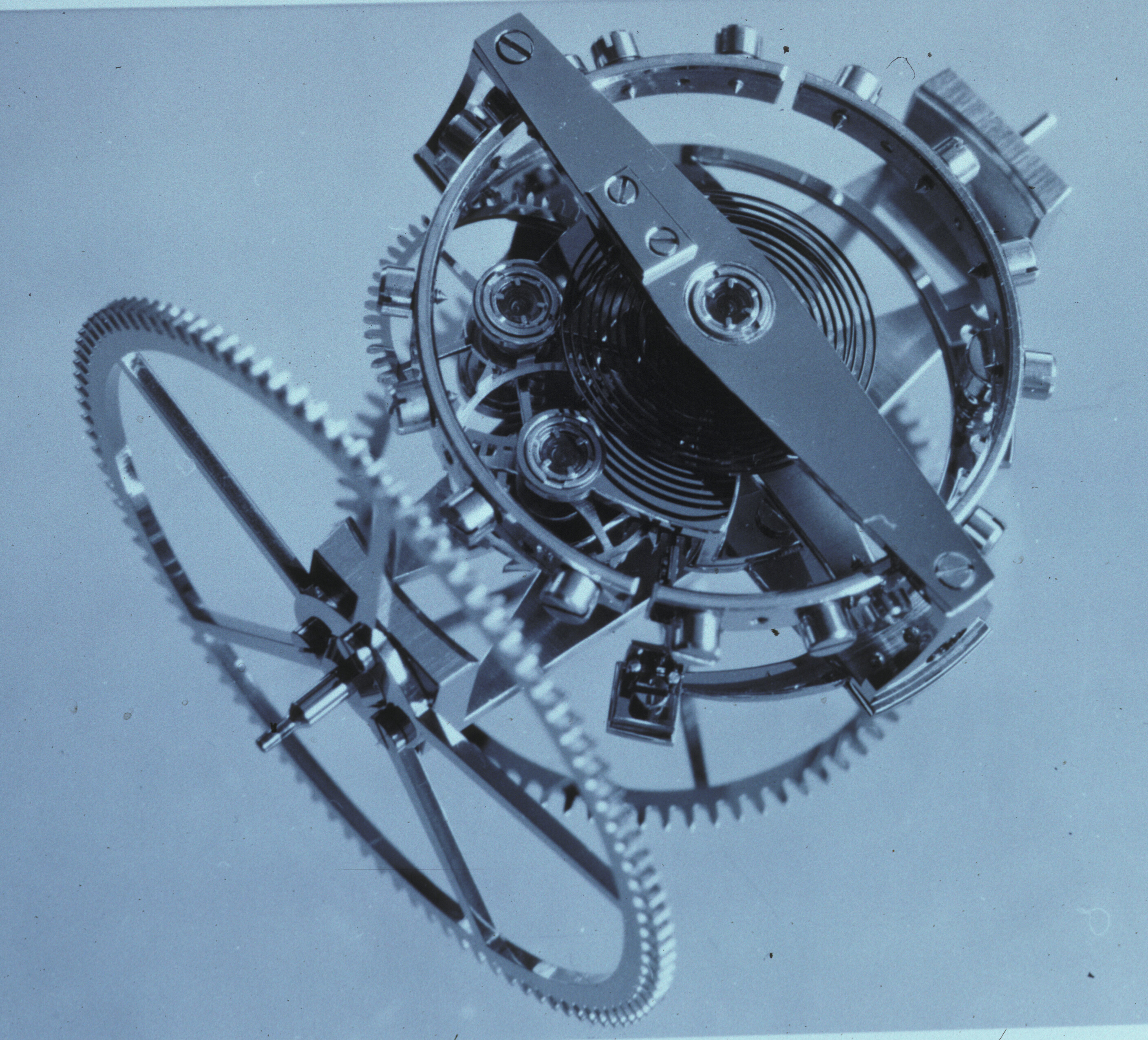
Tourbillon trục kép của Anthony Randall như được cài đặt trong đồng hồ xe ngựa.

Anthony Randall đã phát minh ra tourbillon trục đôi vào tháng 1 năm 1977 và được cấp bằng sáng chế ngay sau đó. Và được Richard Good đưa vào đồng hồ lần đầu vào năm 1978. Năm 1980, Anthony Randall đã tạo ra một tourbillon hai trục trong một chiếc đồng hồ xe ngựa, được đặt trong Bảo tàng Thời gian (hiện đã đóng cửa) ở Rockford, Illinois, Hoa Kỳ và được đưa vào Danh mục Đồng hồ bấm giờ.
Năm 2003, lấy cảm hứng từ phát minh này, nhà chế tác đồng hồ trẻ tuổi người Đức Thomas Prescher đã phát triển cho Thomas Prescher Haute Horlogerie chiếc "flying double-axis tourbillon" đầu tiên trong một chiếc đồng hồ bỏ túi. năm 2004, chiếc "flying double-axis tourbillon" đầu tiên với lực không đổi được tích hợp vào bộ máy trong một chiếc đồng hồ đeo tay. Được trưng bày tại Baselworld 2003 và 2004 tại Basel, Thụy Sĩ.
Một đặc điểm của tourbillon này là nó quay quanh hai trục, cả hai đều quay một lần mỗi phút. Toàn bộ tourbillon được cung cấp bởi một cơ chế lực không đổi đặc biệt, được gọi là remontoire. Prescher đã phát minh ra cơ chế lực không đổi để cân bằng các tác động của các ma sát và trọng lực. Do đó, lực luôn được cung cấp cho hệ thống điều chỉnh dao động (bộ máy). Thiết bị này kết hợp một hệ thống được sửa đổi sau một thiết kế của Henri Jeanneret.

### Double and quadruple tourbillons

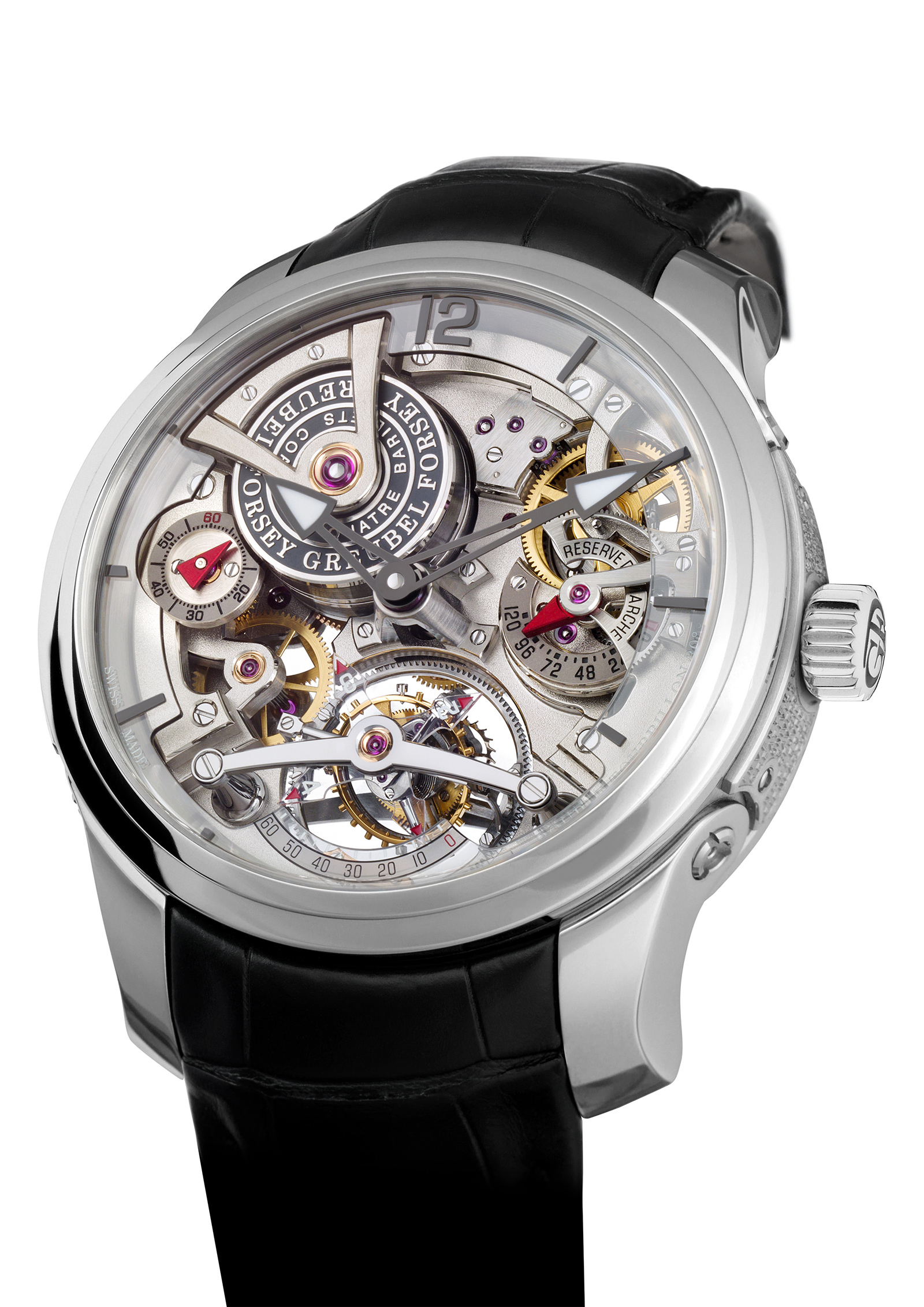
Greubel Forsey Double Tourbillon Technique, một ví dụ đã giành chiến thắng trong Cuộc thi Biên niên sử Quốc tế 2011 do Bảo tàng Tử vi tổ chức tại Le Locle

Robert Greubel và Stephen Forsey đã ra mắt thương hiệu Greubel Forsey vào năm 2004 với việc giới thiệu Double Tourbillon 30° (DT30) của họ. Cả hai người đã làm việc cùng nhau từ năm 1992 tại Renaud & Papi, nơi họ phát triển các bộ máy đồng hồ phức tạp. Double Tourbillon 30°Có một hệ thống tourbillon quay một lần mỗi phút và nghiêng 30°, bên trong một hệ thống khác quay bốn phút một lần. Năm 2005, Greubel Forsey đã trình bày Quadble Tourbillon với vi sai (QĐT), sử dụng hai tourbillons đôi hoạt động độc lập. Một vi sai hình cầu kết nối bốn toa xe quay, phân phối mô-men xoắn giữa hai bánh xe quay với tốc độ khác nhau.

### Tourbillon ba trục

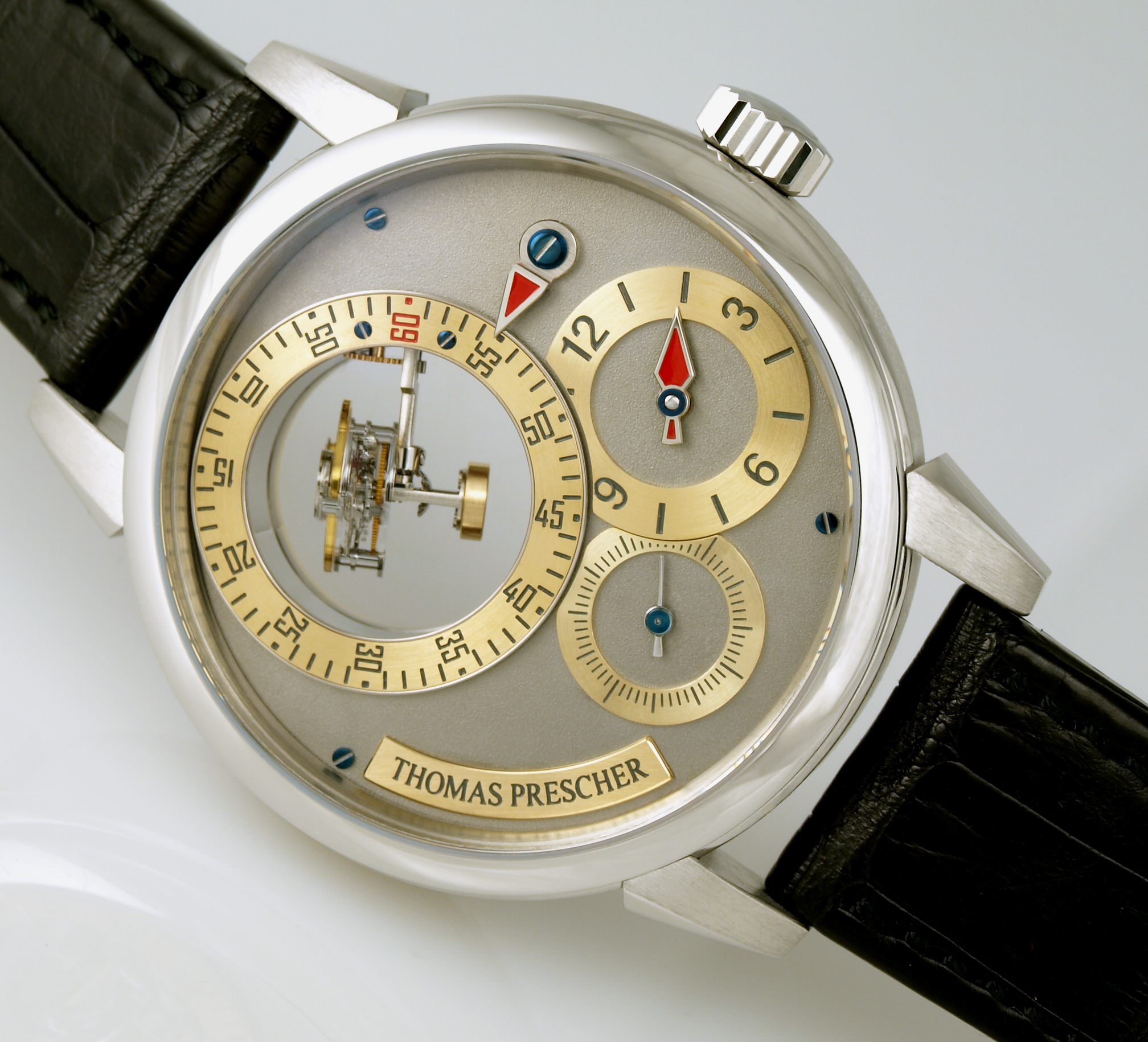
Bộ điều chỉnh thể thao ba trục-Tourbillon

Năm 2004, Thomas Prescher đã phát triển tourbillon ba trục đầu tiên cho Thomas Prescher Haute Horlogerie  với lực cố định trong hệ thống trong một chiếc đồng hồ đeo tay. Nó được trình bày tại Baselworld 2004 ở Basel, Thụy Sĩ, trong một bộ ba đồng hồ bao gồm một trục đơn, một trục kép và một tourbillon ba trục.
Phong trào tourbillon ba trục độc đáo trên thế giới dành cho đồng hồ đeo tay với vòng bi trang sức truyền thống chỉ được phát minh bởi nhà chế tác đồng hồ độc lập Aaron Becsei, từ Bexei Clock, vào năm 2007. Đồng hồ đeo tay Primus đã được trình bày tại Baselworld 2008 ở Basel, Thụy Sĩ. Trong chuyển động tourbillon ba trục, lồng thứ 3 (bên ngoài) với thiết kế độc đáo cung cấp khả năng sử dụng vòng bi ở khắp mọi nơi. Đây là một giải pháp độc đáo về kích thước và hiệu quả của biến thể này. Có một vài đồng hồ đeo tay và bỏ túi bao gồm các bộ thoát ba trục hoặc Tri-Axial Tourbillon. Ví dụ về các công ty và nhà sản xuất đồng hồ bao gồm cơ chế này là Vianney Halter trong chiếc đồng hồ "Deep Space" của ông, Thomas Prescher, Aaron Becsei, Girard-Perregaux với "Tri-Axial Tourbillon" và Jaeger Le-Coultre với "Gyrotourbillon".

### Bay tourbillon
Thay vì được hỗ trợ bởi một cây cầu, hoặc vòi nước, ở cả đỉnh và đáy, tourbillon bay được đúc hẫng, chỉ được hỗ trợ từ một phía. Tourbillon bay đầu tiên được thiết kế bởi Alfred Helwig, giảng viên tại Trường Đồng hồ Đức, năm 1920.
Năm 1993, Kiu Tai-Yu, một thợ sửa đồng hồ người Trung Quốc cư trú tại Hồng Kông, đã tạo ra một tourbillon bán bay chỉ với một cỗ xe viết tắt cho bánh xe thoát hiểm và ngã ba pallet, trục trên của bánh xe cân bằng được hỗ trợ trong một cây cầu sapphire. 

### Gyro tourbillon
Tourbillon đồng hồ đeo tay đầu tiên của Jaeger-LeCoultre được giới thiệu vào năm 1993 (mặc dù JLC đã sản xuất tourbillons trước đó, bao gồm cả cuộc thi quan sát nổi tiếng calibre 170) và vào năm 2004, công ty đã giới thiệu Gyrotourbillon I. Gyrotourbillon I là một tourbillon hai trục với lịch và phương trình của thời gian, và kể từ đó, Jaeger-LeCoultre đã tiếp tục tạo ra một số biến thể về chủ đề tourbillon đa trục. Tuy nhiên, nhìn chung, đây là những chiếc đồng hồ khá dày (Gyrotourbillon I dày 16mm) nhưng với Reverso Tribute Gyrotourbillon, JLC đã sản xuất một phiên bản tourbillon đa trục mỏng hơn và dễ đeo hơn nhiều. Với kích thước 51,1mm x 31mm x 12,4mm, nó vẫn không phải là một chiếc đồng hồ nhỏ, nhưng nó rất thoải mái trên cổ tay và chắc chắn dễ đeo hơn so với một số phiên bản tiền nhiệm của nó.

## Đồng hồ tourbillon hiện đại
Trong các thiết kế đồng hồ cơ hiện đại, một tourbillon không bắt buộc phải tạo ra một chiếc đồng hồ có độ chính xác cao; thậm chí còn có những cuộc tranh luận giữa các nhà chiêm tinh về việc liệu tourbillons có cải thiện độ chính xác của các mảnh thời gian cơ học hay không, ngay cả khi chúng được giới thiệu lần đầu, hoặc liệu các mảnh thời gian trong ngày vốn không chính xác do kỹ thuật thiết kế và sản xuất. Tuy nhiên, tourbillon là một trong những tính năng được đánh giá cao nhất của đồng hồ và đồng hồ cao cấp, có thể vì lý do tương tự rằng đồng hồ cơ có giá cao hơn nhiều so với đồng hồ thạch anh tương tự chính xác hơn nhiều. Đồng hồ đeo tay tourbillon chất lượng cao, thường được sản xuất bởi ngành công nghiệp đồng hồ xa xỉ của Thụy Sĩ, rất đắt tiền và thường được bán lẻ với giá hàng chục nghìn đô la hoặc euro, với mức giá cao hơn nhiều trong hàng trăm nghìn đô la hoặc euro là phổ biến. Một sự phục hưng gần đây về sự quan tâm đến tourbillons đã được ngành công nghiệp đáp ứng với sự gia tăng sẵn có của các mảnh thời gian mang tính năng, với kết quả là giá của các mẫu tourbillon cơ bản đã giảm đi đôi chút trong những năm gần đây (trong khi trước đây chúng rất hiếm, trong cả đồ cổ hoặc hàng hóa mới); tuy nhiên, bất kỳ phần thời gian nào có tourbillon sẽ có giá cao hơn nhiều so với phần tương đương mà không có tính năng. Các mẫu Thụy Sĩ thường có giá khởi điểm 40.000 USD và đồng hồ tourbillon cao cấp hơn có thể là sáu con số, trong khi một số kiểu dáng và trục ba trục của Trung Quốc có giá dao động từ hàng trăm đến gần 5000 USD.
Việc triển khai hiện đại thường cho phép nhìn thấy tourbillon thông qua một cửa sổ ở mặt đồng hồ. Ngoài việc tăng cường sự quyến rũ của chiếc đồng hồ, tourbillon có thể hoạt động như một kim giây cho một số đồng hồ vì nó thường quay một lần mỗi phút. Tuy nhiên, một số tourbillons quay nhanh hơn (ví dụ tourbillon 24 giây của Greubel Forsey). Có rất nhiều đồng hồ có bánh xe cân bằng dao động có thể nhìn thấy thông qua mặt số đồng hồ không phải là tourbillons. Tính năng này thường được gọi là "trái tim rộng mở" mặc dù nó thường được gọi là tourbillon bởi những người buôn bán vô đạo đức (và theo kiểu tourbillon bởi những người vô đạo đức).

## Khủng hoảng khả năng chi trả
Một số nhà sản xuất Trung Quốc hiện sản xuất một loạt các phong trào tourbillon. Những bộ máy này được một số nhà sản xuất nước ngoài mua dưới dạng ébauches và được tích hợp vào những chiếc đồng hồ đáp ứng yêu cầu của Liên đoàn Công nghiệp Đồng hồ Thụy Sĩ để được bán dưới dạng Swiss Made, yêu cầu 60% giá trị được sản xuất tại Thụy Sĩ. Sự sẵn có của tourbillons giá rẻ đã khiến khán giả trong ngành lo lắng rằng một cuộc khủng hoảng thạch anh khác có thể xảy ra, nơi ngành công nghiệp đồng hồ Thụy Sĩ sẽ không thể thích ứng nhanh với đồng hồ cơ phức tạp rẻ hơn được sản xuất ở các nước khác. Năm 2016, TAG Heuer bắt đầu cung cấp tourbillon Carrera Heuer-02T với giá bán lẻ đề xuất là 14.900 CHF (~ US $ 15.000), thấp hơn đáng kể so với 100.000 CHF trở lên được tính bởi các thương hiệu đồng hồ Thụy Sĩ đã thành lập khác.

## đọc thêm
- Denny, Mark (tháng 6 năm 2010). "The Tourbillon and How It Works". IEEE Control Systems Magazine. Quyển 30 số 3. IEEE Control Systems Society. tr. 19–99. doi:10.1109/MCS.2010.936291.